# Прасакакева кула
Прасакакева кула (на гръцки: Πύργου Ιωάννη Πρασακάκη) е историческа османска постройка, жилищна кула, в Пилеа, предградие на македонския град Солун, Гърция.
Кулата е разположена в центъра на Пилеа, на улица „Лаографико Мусио“ и е от XVIII век – една от малкото запазени жилищни сгради отпреди XIX век в Солун. Собственост е била на лекаря Йоанис Праскакис. В двора ѝ е Пилейската чешма от същата епоха.